# امتالی، اگارتالا
امتالی (به انگلیسی: Amtali) یک منطقهٔ مسکونی در هند است که در تریپورا واقع شده‌است.

## خصوصیات
امتالی ۲۲ متر بالاتر از سطح دریا واقع شده‌است.